# Philippe Houben
Philippe Jean Louis Houben (Bruxelles, 4 giugno 1881 – Fontenay-sous-Bois, 3 aprile 1963) è stato un nuotatore e pallanuotista belga naturalizzato francese.

## Carriera
Partecipò alle gare di nuoto e di pallanuoto della II Olimpiade di Parigi del 1900 e vinse una medaglia di bronzo, nei 200m stile libero per squadre con la Pupilles de Neptune de Lille (con un punteggio totale di 62); non prese mai parte a nessuna partita dei Neptune, venendo comunque nella lista dei medagliati olimpici del databdase del Comitato Olimpico Internazionale.

## Palmarès
- Bronzo ai Giochi olimpici di Parigi 1900 nei 200m stile libero per squadre